# Anna Rajecka
Anna Rajecka (Varsó, 1760 körül – Párizs, 1832) lengyel portré- és pasztellfestő. Madame Gault de Saint-Germain néven is ismerték.

## Élete
Józef Rajecki arcképfestő gyermekeként született, és II. Szaniszló Ágost lengyel király pártfogoltjaként nőtt fel. Eleinte azt hitték, hogy ő a törvénytelen lánya, később pedig a szeretője. 1783-ban az uralkodó költségén beiratkozott a párizsi Louvre női művészeti iskolájába. Varsóban Ludwik Marteau-nál és Marcello Bacciarellinél tanult; később Jean-Baptiste Greuze-nál és Louise Élisabeth Vigée Le Brunnál Párizsban. Bár később tagja lett a Jacques-Louis Davidet körülvevő körnek, valószínűleg nem vett tőle leckéket.
A lengyel királynak az volt a célja, hogy támogassa és a tanulmányait kifizesse. Azt is remélte, hogy majd visszatér Lengyelországba, és művésztanárnő lesz belőle. Anna azonban úgy döntött, hogy Párizsban marad, miután 1788-ban házasságot kötött Pierre-Marie Gault de Saint-Germain festőművésszel (miniaturistával). Ő lett az első lengyel nő, akinek munkáját 1791-ben bemutatták a Szalonban, és láthatóan 1792-ig továbbra is támogatást kapott a királytól. Bár sok festményt küldött vissza Varsóba, Bacciarelli keveset tartott érdemesnek a királyi gyűjtemény kiegészítésére.
Elkészítette a lengyel királyi udvar körüli kör portréit, és Párizsban számos megbízást kapott a helyi arisztokráciától, köszönhetően rátermettségének, annak ellenére, hogy a király megbízottja, Filippo Mazzei nem támogatta, sőt úgy éreztette, hogy Annának kevés a tehetsége, és nehezen kezelhető.
A rémuralom idején Párizsból Clermont-Ferrandba menekült, és valószínűleg felhagyott a festészettel. Életének ezen időszakáról kevés információ áll rendelkezésre, de sok év után visszatért Párizsba, és állítólag 1824 körül megvakult.

## Képgaléria

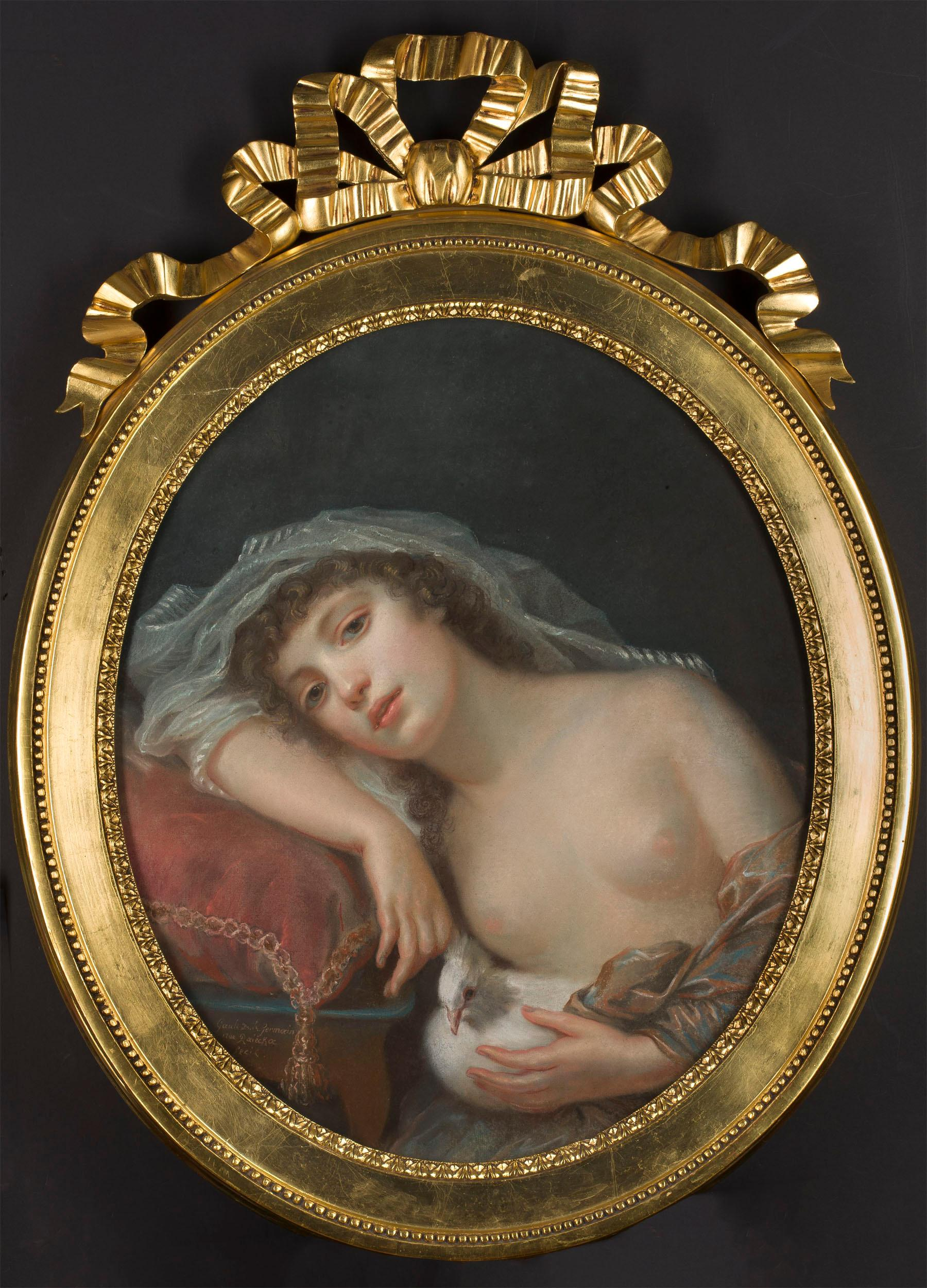
Lány galambbal, (Az elveszett ártatlanság allegóriája) (1790)
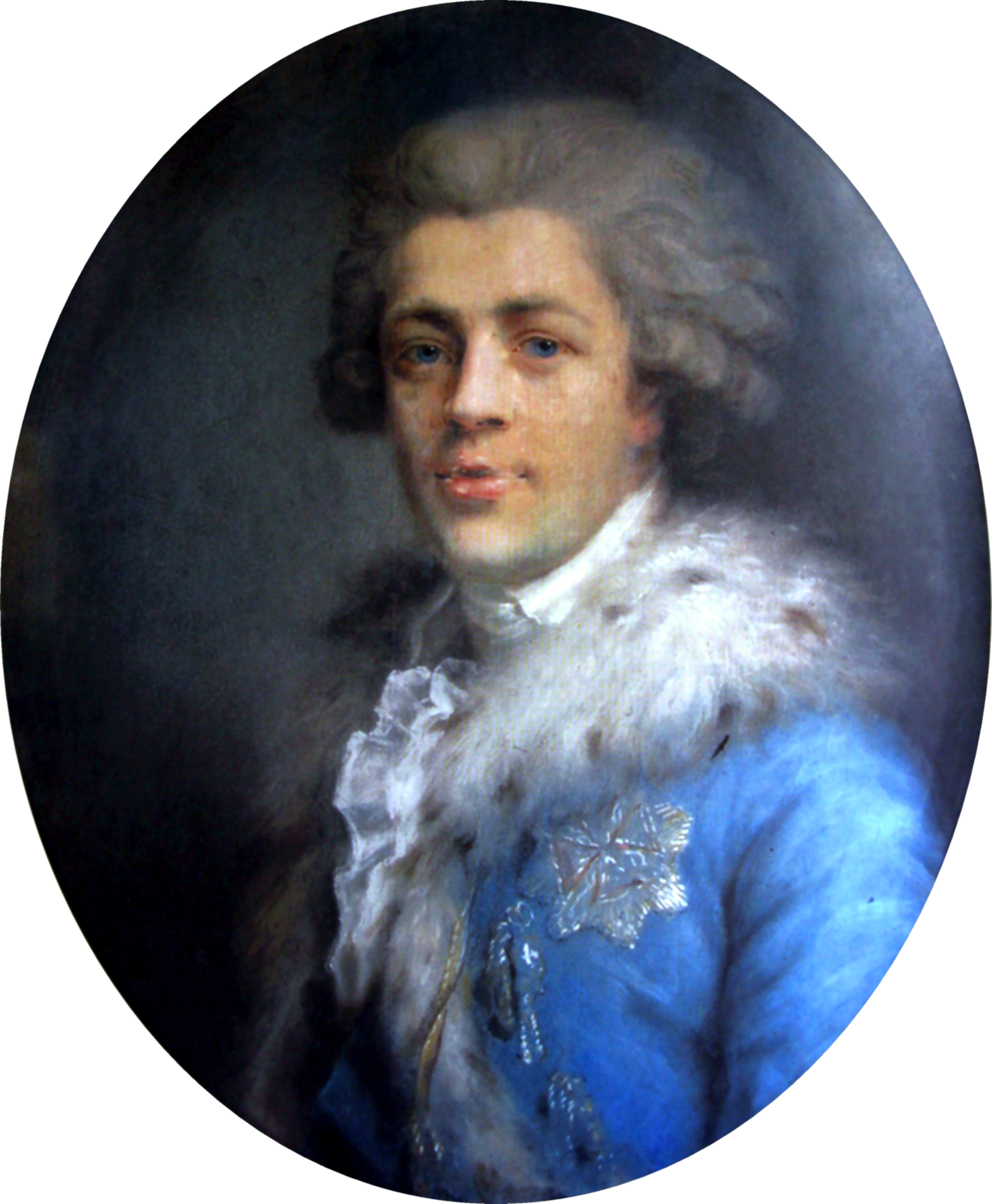
Ignacy Potocki portréja (1784)
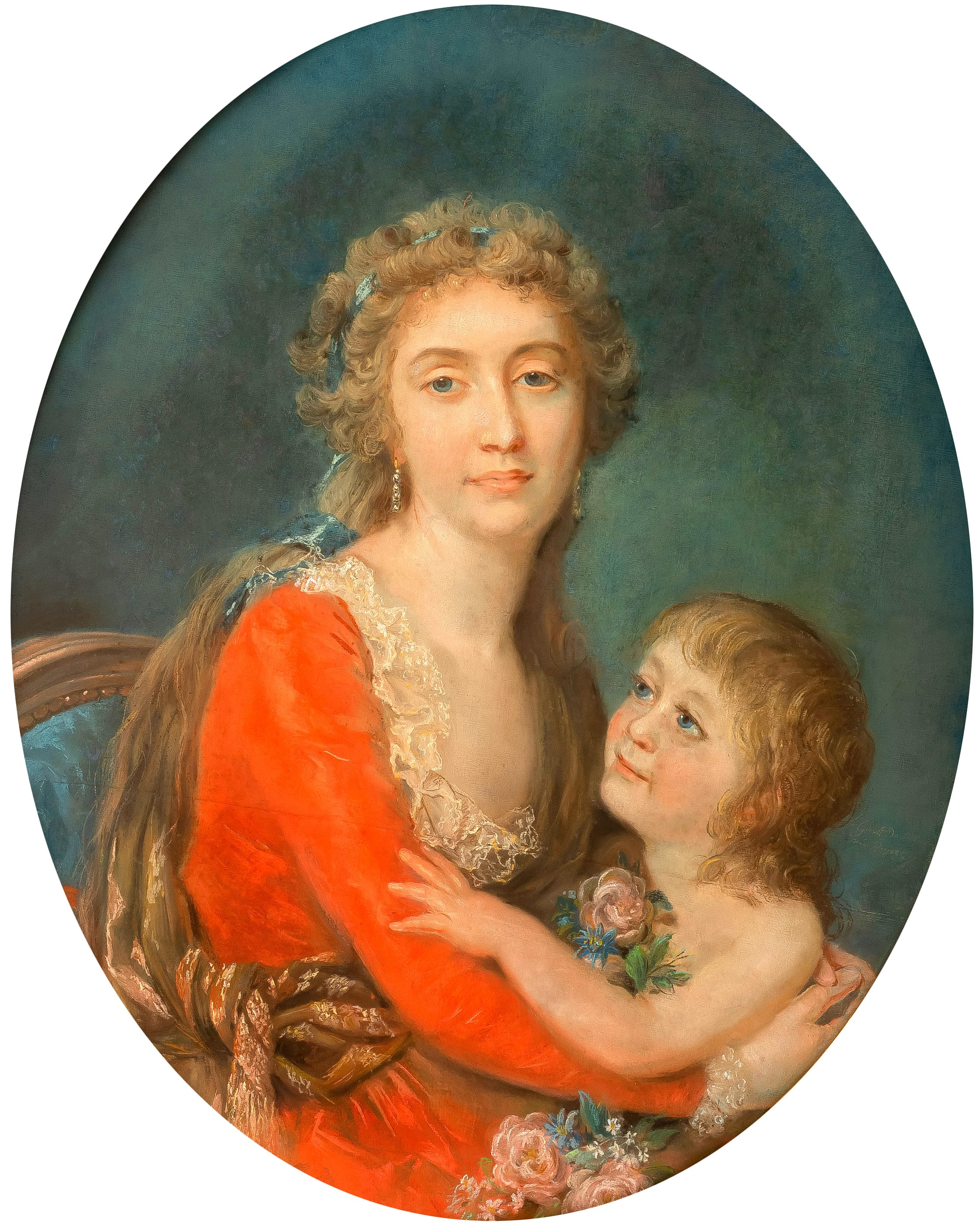
Anya a gyermekével (18. évszázad)
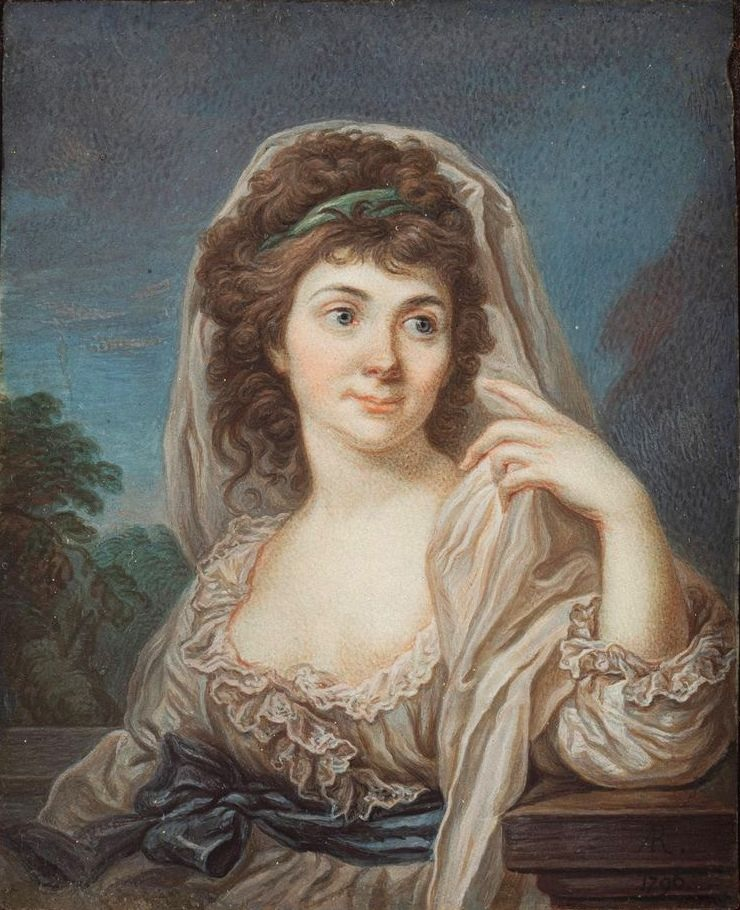
Elżbieta z Szydłowskich Grabowska arcképe (1796)
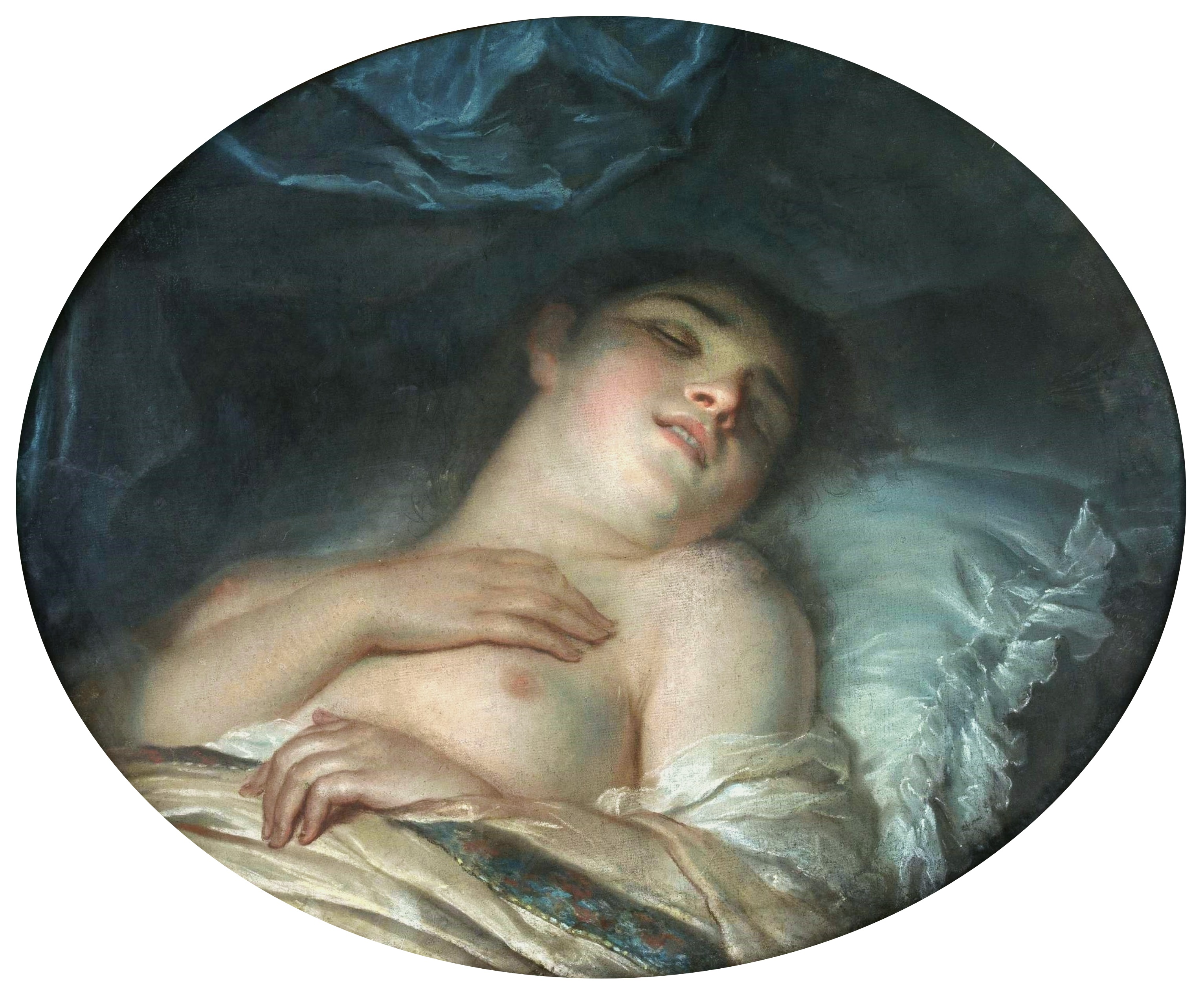
Alvó lány

## Fordítás
- Ez a szócikk részben vagy egészben  az   Anna Rajecka című angol Wikipédia-szócikk ezen változatának fordításán alapul.  Az eredeti cikk szerkesztőit annak laptörténete sorolja fel. Ez a jelzés csupán a megfogalmazás eredetét és a szerzői jogokat jelzi, nem szolgál a cikkben szereplő információk forrásmegjelöléseként.